# Ludivine Sagnier
Ludivine Sagnier (ur. 3 lipca 1979 w Saint-Cloud) – francuska aktorka filmowa.
Debiutowała w 1989. Najbardziej znana jest z ról w filmach François Ozona: 8 kobiet (2002) i Basen (2003).
W 2002 roku wyróżniona na Berlinale Srebrnym Niedźwiedziem za rolę w filmie "8 kobiet" (kategoria "Najlepszy zespół aktorski"). W tym samym roku otrzymała za tę rolę nagrodę Europejskiej Akademii Filmowej (kategoria "Najlepsza europejska aktorka roku").
Zasiadała w jury sekcji "Un Certain Regard" na 66. MFF w Cannes (2013) oraz w jury konkursu głównego na 77. MFF w Wenecji (2020).

## Filmografia
- Mężowie, żony, kochankowie (Maris, les femmes, les amants, Les, 1989) jako Élodie
- Chcę wracać do domu (I Want to Go Home, 1989)
- Navarro (1989) jako Vanessa Berger (2002) (gościnnie)
- Cyrano de Bergerac (1990) jako mała siostra
- La Famille Fontaine (1992) jako Anne-Sophie
- Vacances au purgatoire (1992) jako Sophie
- Le Secret d'Iris (1996) jako Mylčne
- A nous deux la vie (1998) jako Charlotte
- Passion interdite (1998) jako Estelle
- Meurtres sans risque (1998) jako Virginie Gallais
- Rembrandt (1999) jako Cornelia van Rijn
- Ciel, les oiseaux et... ta mère!, Le (1999) jako tancerka
- Dzieci wieku (Enfants du si?cle, Les, 1999) jako Hermine de Musset
- Acide animé (1999) jako Anna
- Krople wody na rozpalonych kamieniach (Gouttes d'eau sur pierres brulantes, 2000) jako Anna
- Bon plan (2000) jako Clémentine
- La Banquise (2000) jako Anna Kowalski
- Moja żona jest aktorką (Ma femme est une actrice, 2001) jako Géraldine
- Un jeu d'enfants (2001) jako Daphnée
- 8 kobiet (8 femmes, 2002) jako Catherine
- Napoleon (Napoléon, 2002) jako Hortense
- Marie Marmaille (2002) jako Marie
- Petites coupures (2003) jako Natalie
- Basen (Swimming Pool, 2003) jako Julie
- Légende de Parva, La (2003) jako Lula (głos)
- Mała Lili (Petite Lili, La, 2003) jako Lili
- Piotruś Pan (Peter Pan, 2003) jako Dzwoneczek
- Une Aventure (2005) jako Gabrielle
- La Californie (2006) jako Hel?ne
- Coup de sang (2006) jako kelnerka
- Zakochany Molier (Molire, 2007) jako Célim?ne
- Tajemnica (Un secret, 2007) jako Hannah
- La Fille coupée en deux (2007) jako Gabrielle Deneige
- Les Chansons d’amour (2007) jako Julie Pommeraye
- L' Ennemi public n° 1 (2008)
- Teresa Raquin (Therese Raquin, 2008) jako Therese Raquin
- Młody papież (2016) jako Esther Aubry
- Nowy papież (2020) jako Esther Aubry